# Schlacht bei Châteaudun
Weißenburg – Spichern – Wörth – Colombey – Straßburg – Toul – Mars-la-Tour – Gravelotte – Metz – Beaumont – Noisseville – Sedan – Sceaux – Chevilly – Bellevue – Artenay – Châtillon – Châteaudun – Le Bourget – Coulmiers – Amiens – Beaune-la-Rolande – Villepion – Loigny und Poupry – Orléans – Villiers – Beaugency – Nuits – Hallue – Bapaume – Villersexel – Le Mans – Lisaine – Saint-Quentin – Buzenval – Paris – Belfort
Die Schlacht bei Châteaudun am 18. Oktober 1870 zwischen Teilen der französischen Loirearmee und Einheiten des bayerischen I. Armee-Korps unter dem Kommando von General  von der Tann war eine Schlacht im  Deutsch-Französischen Krieg. Châteaudun liegt knapp 50 Kilometer nordwestlich von Orléans. 
Die Armeeabteilung, die aus dem bayerischen Korps, der 22. preußischen Infanterie- sowie der 1. und 4. Kavalleriedivision gebildet worden war, besetzte am 10. Oktober nach der ersten Schlacht bei Orléans die Stadt. 
Von diesen Verbänden waren nach der Einnahme von Orléans die 22. Infanterie – und die 4. Kavalleriedivision abgezogen worden, um die Einschließungsarmee vor Paris zu unterstützen. Dabei erhielten diese Einheiten den Befehl, die Gegend um Châteaudun und Chartres von französischen Verbänden zu säubern. 
Befehlshaber der Franzosen war Colonel Fabien, die Freischärler standen unter dem Befehl des Comte E. de Lipowski (Schreibweise auch Lipowsky). 
Generalleutnant Ludwig von Wittich erreichte mit seiner 22. Division und einigen Kavallerieeinheiten am 18. Oktober 1870 den Ort Châteaudun. Der erste Versuch einer Einnahme der Stadt misslang, da die Stadt sehr stark verteidigt wurde. Von Wittich bereitete daraufhin den zweiten Angriff so gründlich vor, dass die Verteidiger durch die untergehende Sonne geblendet wurden. 
Die Preußen erreichten den Ortsrand, wo sie in einen langen und blutigen Häuserkampf mit regulären Einheiten und Freischärlern verwickelt wurden. Dieser Kampf dauerte noch bis lange nach Einbruch der Dunkelheit an, bevor sich die Franzosen ergaben. Nach diesem auch irregulär geführten Kampf wurden an einigen aufgegriffenen Einwohnern Strafmaßnahmen vollzogen, Teile der Stadt wurden dabei in Brand gesteckt.  
Die Stadt Chartres konnte am 21. Oktober ohne größere Kämpfe eingenommen werden. 
Die Kämpfe führten beim deutschen Oberkommando zu der falschen Annahme, dass sich größere feindliche Verbände in dieser Gegend aufhalten müssten, tatsächlich waren aber das XV. und XVI. Korps noch an der Loire bzw. bei Salbris.